# David Eyre
Pour les articles homonymes, voir Eyre.
David Eyre (de son nom complet David M. Eyre, Jr.) est un scénariste américain, né en 1941.

## Filmographie

### Cinéma
Scénariste
- 1981 : Winchester et Jupons courts
- 1981 : Wolfen

### Télévision
Scénariste
- 1983 : Attendez que maman revienne (en)

## Distinctions
Nominations
- Saturn Award :
  - Saturn Award du meilleur scénario 1982 (Wolfen)